# Cléandre (officier)
Cléandre (en grec ancien Κλέανδρος / Kléandros) est un général d'Alexandre le Grand, commandant des mercenaires, et l'un des assassins de Parménion en 330 av. J.-C. Alexandre le fait exécuter en 325.

## Biographie

### Carrière sous Alexandre
Fils de Polémocrate, un noble originaire d'Élimée, Cléandre est probablement le frère de Coénos. Il sert Alexandre depuis au moins le début de la campagne en Asie. Fin 334 av. J.-C., alors qu'Alexandre est en Carie, il est envoyé recruter des mercenaires dans le Péloponnèse. Il retrouve Alexandre à Sidon début 332 à la tête de 4 000 hommes qui seront engagés dans le siège de Tyr. En 331, il remplace Ménandre à la tête du corps des mercenaires (archaioi xenoi). Il est attesté en tant que commandant des mercenaires à la bataille de Gaugamèles.

### Exécution par Alexandre
En 330, Cléandre commande en second à Ecbatane auprès de Parménion. Il est alors chargé par Polydamas, l'émissaire d'Alexandre, d'assassiner le vieux général en représailles de la conjuration de Philotas. En 325, il rejoint Alexandre en Carmanie avec d'autres généraux en provenance de Médie. Mais, accusé d’exactions et de sacrilèges et, peut-être, d'être en relation avec Harpale, il est mis à mort. Arrien écrit à ce sujet :

« Le cri général des habitants et de l'armée accusait Cléandre et Sitalcès d'avoir dépouillé les temples, fouillé les tombeaux et accablé les peuples de vexations et d'exactions. Alexandre les fit mettre à mort pour intimider, par cet exemple, ceux des satrapes ou des administrateurs qui seraient tentés de s'écarter des règles de leur devoir. Cette sévérité contribua, plus que toute autre chose, à maintenir sous les lois du vainqueur cette foule de nations diverses et éloignées, soumises volontairement ou par force. Alexandre ne souffrait la tyrannie d'aucun gouverneur. »

## Source antique
- Arrien, Anabase [lire en ligne].